# تروي كيمب
تروي كيمب (بالإنجليزية: Troy Kemp) هو منافس ألعاب قوى باهاماسي، ولد في 18 مارس 1966 في ناساو في باهاماس.

## وصلات خارجية
- تروي كيمب على موقع الاتحاد الدولي لألعاب القوى (الإنجليزية)
- تروي كيمب على موقع اللجنة الأولمبية الدولية (الإنجليزية)
- تروي كيمب على موقع أوليمبيديا (الإنجليزية)